# Universidad François-Rabelais
La Universidad François-Rabelais (Université François-Rabelais), también conocida como Universidad de Tours es una universidad pública de Francia establecida en 1969. Su centro de estudios del Renacimiento (Centre d'Études Supérieures de la Renaissance) es considerado uno de los más importantes del país. Su nombre se debe al humanista francés, François Rabelais. 

## Claustro de profesores
- Jean Duvignaud[3]
- Charles-Robert Ageron

## Antiguos alumnos
- Beatriz C. Montes[4]